# 1763 en musique classique
| \| • Retour à la chronologie générale de la musique classique • \| |
| Grèce • Rome • Haut Moyen Âge • VIIIe siècle • IXe siècle • Xe siècle • XIe siècle XIIe siècle • XIIIe siècle • XIVe siècle • XVe siècle • XVIe siècle • XVIIe siècle XVIIIe siècle • XIXe siècle • XXe siècle • XXIe siècle |
| • Retour à la chronologie générale de la musique classique • |

| Années en musique classique : 1760 - 1761 - 1762 - 1763 - 1764 - 1765 - 1766    |
| Décennies en musique classique : 1730 - 1740 - 1750 - 1760 - 1770 - 1780 - 1790 |

## Événements
- 1er janvier : Le milicien, opéra-comique de Duni, créé au Théâtre-Italien.
- 3 février : La calamita de cuori, opera-pasticcio de Baldassarre Galuppi, créé au King's Theatre de Londres.
- 12 mai : Alexandre aux Indes (Alessandro nell'Indie), drame en musique de Antonio Sacchini, créé à Venise.
- 9 juillet : L'Olimpiade, drame en musique de Antonio Sacchini, créé à Padoue.
- 23 juillet : Les Deux Chasseurs et la Laitière, opéra-comique de Duni, créé au Théâtre-Italien.
- 4 octobre : Iphigénie en Tauride, opéra de Tommaso Traetta, créé au Hoftheater de Vienne. Selon certains musicologues la première représentation aurait eu lieu en 1761.
- 24 novembre : Carlo Magno (Карл Великий), opéra de Vincenzo Manfredini, créé à Saint-Pétersbourg.

Date indéterminée
- La finta ammalata, opéra de Vincenzo Manfredini, livret de Carlo Goldoni, créé à Saint-Pétersbourg.
- La pupilla, opéra de Vincenzo Manfredini, créé à Saint-Pétersbourg.

## Naissances

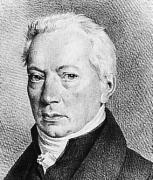
Adalbert Gyrowetz

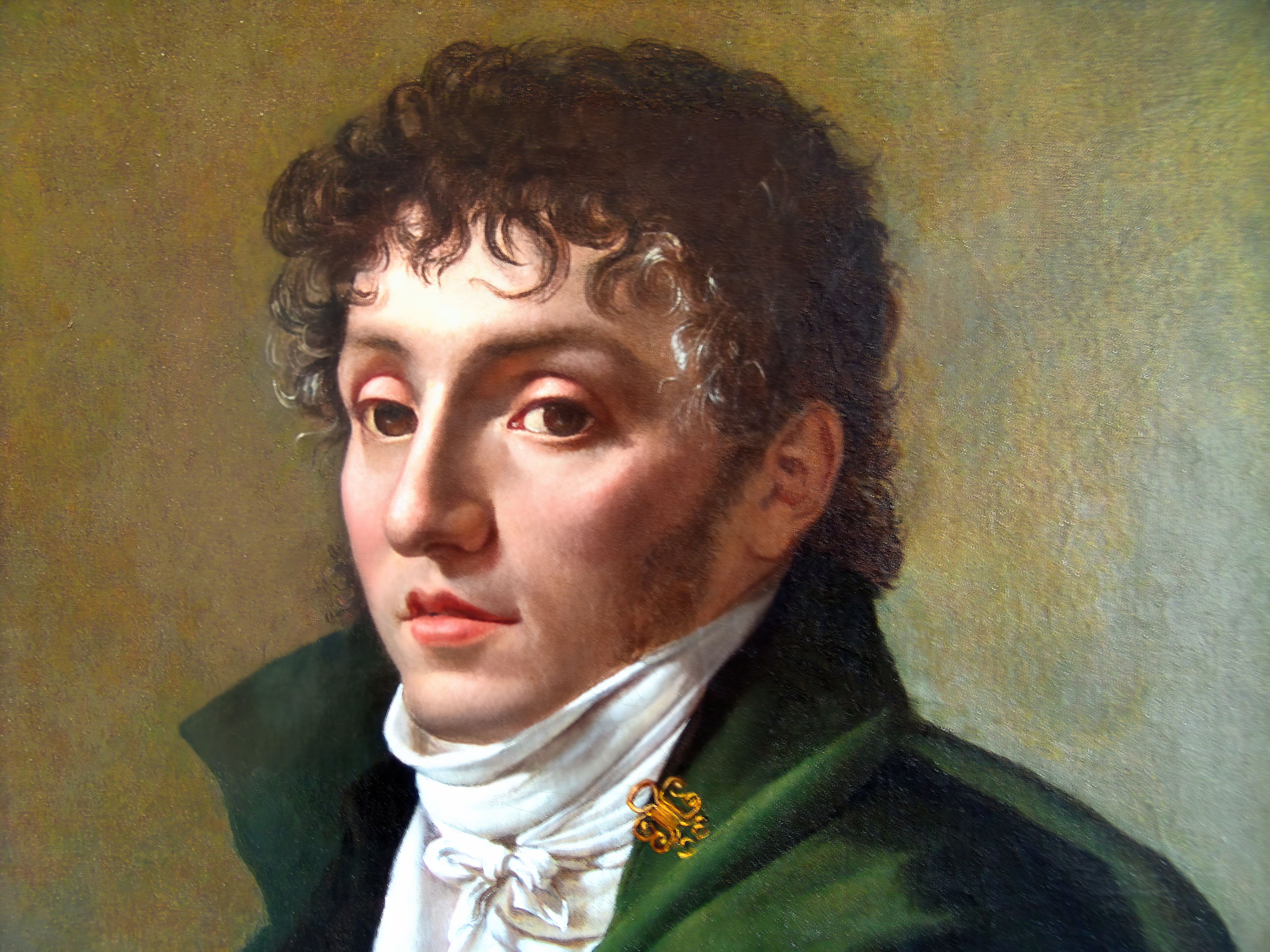
Étienne-Nicolas Méhul

- 23 janvier : Jean-Nicolas Bouilly, écrivain, librettiste et auteur dramatique français († 24 avril 1842).
- 27 janvier : Gottfried Christoph Härtel, éditeur de musique allemand († 25 juillet 1827).
- 15 février : Henri-Sébastien Blaze, écrivain et compositeur de musique français († 11 mai 1833).
- 20 février : Adalbert Gyrowetz, compositeur autrichien († 19 mars 1850).
- 6 mars : Jean-Xavier Lefèvre, clarinettiste et compositeur français († 9 novembre 1829).
- 26 mars : Gottlob Bachmann, compositeur et organiste allemand († 10 avril 1840).
- 2 avril : Giacomo Gotifredo Ferrari, compositeur, professeur de chant et théoricien Italien († 2 décembre 1842).
- 7 avril : Domenico Dragonetti, contrebassiste et compositeur italien († 16 avril 1846).
- 14 juin : Simon Mayr, compositeur italien († 2 décembre 1845).
- 15 juin : Franz Danzi, compositeur et chef d'orchestre allemand († 13 avril 1826).
- 22 juin : Étienne-Nicolas Méhul, compositeur français († 18 octobre 1817).
- 29 juin : Sébastien Demar, pianiste, compositeur, chef d'orchestre, professeur de musique et organiste († 25 juillet 1832).
- 2 juillet : Peter Ritter, violoncelliste et compositeur allemand († 31 juillet 1846).
- octobre 1763 : Sophie Weber, chanteuse d'opéra autrichienne († 26 octobre 1846).
- 23 octobre : Charles Duvernoy, clarinettiste et compositeur français († 28 février 1845).

Date indéterminée
- Johann Andreas Amon, compositeur, violoniste et corniste allemand († 29 mars 1825).
- Dorotea Bussani, chanteuse d'opéra autrichienne († 1809).
- Michel-Joseph Gebauer, compositeur et hautboïste français († décembre 1812).
- Teresa Saporiti, soprano et compositrice italienne († 17 mars 1869).
- Christian Wilhelm Westerhoff, compositeur allemand († 26 janvier 1806).

## Décès

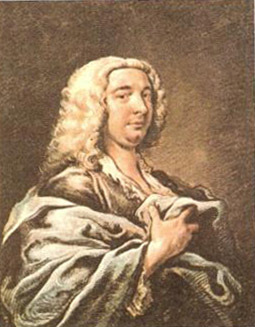
Giovanni Battista Somis.

- 11 janvier : Giovanni Benedetto Platti, compositeur italien (° 9 juillet 1697).
- 7 février : Christoph Schaffrath, compositeur allemand (° 1709).
- avril : Richard Mudge,  clerc et compositeur anglais (° 1718).
- 16 juillet : Jacques-Martin Hotteterre, compositeur et flûtiste français (° 29 septembre 1674).
- 17 juillet : Wenzel Raimund Birck, compositeur autrichien (° 27 juin 1718).
- 20 juillet : Louis Antoine Lefebvre, organiste et compositeur français (° vers 1700).
- 14 août : Giovanni Battista Somis, violoniste et compositeur italien (° 25 décembre 1686).

Date indéterminée
- Johann Gottlieb Janitsch, compositeur baroque allemand (° 19 juin 1708).